# قائمة مشاريع عتاد مفتوح المصدر
هذه قائمة بمشاريع العتاد مفتوح المصدر، بما في ذلك نظم ومكونات الحاسوب، والكاميرات والراديو والهاتف وتعليم العلوم والآلات والأدوات والروبوتات والطاقة المتجددة وأتمتة المنزل والتكنولوجيا الطبية والتقنية الحيوية والسيارات والنماذج المبدئية ومعدات الاختبار والات موسيقية.

## الاتصالات

### راديو الهواة
- راديو هومبرو دي ستار

### إلكترونيات صوتية
- Monome 40h - شبكة يمكن إعادة تشكيلها من لوحة مكونة من 64 زراً، تستخدم من خلال يو إس بي؛ تتوفر التصاميم والمواصفات والبرامج والمخططات من خلال الإنترنت.
- حاسوب نيوروس الصوتي الرقمي – مشغل راديو رقمي محمول
- Arduinome
- MIDIbox - منصة برمجيات-معدات DIY وحدوية تستخدم في أجهزة ميدي، بما في ذلك وحدات التحكم والمزج والمنظّمات.

### الهواتف
- أوبن موكو - إطار عمل للهواتف (أول حالة استخدام: أول حاسوب دولي) أطلق منتصف عام 2008
- OpenBTS وOsmoBTS – محطات لنظم الهواتف النقالة العامة قائمة على برمجية
- مشروع أرا – هاتف نقال قابل للتوصيل الفوري معياري، بدء إنتاجه عام 2015 لكنه أوقف موقوف عام 2016
- PiPhone وZeroPhone
- مشروع إنفرا للاتصالات – مشروع الحساب المفتوحمشروع شقيق تشرف عليه فيسبوك يركّز على الشبكات البصرية وشبكات النطاق العريض والشبكات الخلوية المفتوحة

### إلكترونيات فيديو
- Milkymist One – مازج فيديو للرقص التفاعلي والموجّه VJing
- Neuros OSD  [لغات أخرى]‏ – مسجّل فيديو رقمي

### شبكات
- NetFPGA – منصة أجهزة وبرمجيات ومادة تعليمية لتمكين جهود البحث والتعليم في بيئة شبكات ذات معدل ثابت.

#### شبكات لاسلكية
- Openpicus – منصة للاستشعارات الذكية وإنترنت الأشياء.
- Sun SPOT – منصة معدات-برمجيات لشبكات الاستشعار اللاسلكية تزود بالطاقة من خلال بطارية، وهي لاسلكية، ذات تطوير ضمني.
- USRP – جهاز راديو طرفي عالمي وهو اللوحة الرئيسية في الوحدات التي توفر راديو معرّف البرامج بترددات مختلفة، له وصلة يو إس بي 2.0 لوصله بالحاسوب.
- PowWow جهاز منظَّم الطاقة وإطار عمل برمجي لمنصات البرمجيات-المعدات اللاسلكية التي تستخدم في شبكات الاستشعار اللاسلكية.
- Twibright RONJA – نظام بصريات حر، DIY في جراج وثقافة الصناع, 10 ميغابت\ثانية دبلوكس كامل/1.4كم
- SatNOGS – مشروع معدات وبرمجيات لمحطة أرضية ذات مدار أرضي منفخض عالمية، بما في ذلك البيانات والإنترنت.

## Electronics
- Nitrokey – USB key for data and email encryption and strong authentication
- NodeMCU – واي-فاي microcontroller board
- The Bus pirate – universal bus interface and programmer

### Cameras
- AXIOM – digital cinema camera built by apertus° community
- Elphel, Inc. – cameras based on free hardware–software designs

### Computer systems
- آردوينو, open-source متحكم دقيق
- Chumby – information ambient device
- CUBIT – multitouch surface-interaction system
- Netduino – متحكم دقيق board, .NET Micro Framework based
- Parallax Propeller – a multi-core microcontroller with eight 32-bit RISC cores
- Parallella – حاسوب أحادي اللوحة with a manycore coprocessor and مصفوفة البوابات المنطقية القابلة للبرمجة (FPGA)

### Robotics
- ArduCopter – آردوينو-based طائرة بدون طيار
- e-puck mobile robot – education oriented روبوت متنقل
- ICub – 1 metre high humanoid robot
- IOIO, a board that allows Android applications to interface with external electronics
- Orb swarm – art spherical robots
- OpenRAVE
- RobotCub – predecessor of ICub
- Spykee
- The Humanoid Project
- multiplo
- OpenROV – الروبوتات عن بعد submarine
- Thymio – robot for education
- Tinkerforge, a platform comprising stackable microcontrollers for interfacing with sensors and other I/O devices

## البيئة
- Air Quality Egg – منصة وأجهزة استشعار التلوث لرصد نوعية الهواء
- مصدر مفتوح للبيئة

### الطاقة المتجددة
- توربيات الرياح الصغيرة

### الإضاءة
- LED Throwies – عارض ضوئي وزخرفي غير تدميري

## الإسكان

### العمارة
- ويكي هاوس – مشروع لتصميم وبناء المنازل

### الأثاث
- Opendesk – مشروع أثاث

### التقنيات الكهربائية المنزلية
طالع قائمة برمجيات أتمتة المنازل

## الآلات وأدوات الإنتاج

### السيارات

#### سيارات كاملة
- Rally Fighter – من إنتاج لوكال موتورز
- Riversimple Urban Car
- OpenXC
- OScar – سيارة
- ويكيسبيد
- OSVehicle Tabby[1]

#### وحدات التحكم بالمحرك
- SECU-3 – وحدة التحكم بمحرك البنزين

#### شواحن المركبات الكهربائية
- OpenEVSE – شاحن للسيارات الكهربائية[2]

### طابعات وماسحات ثلاثية الأبعاد
- مشروع رب راب – طباعة ثلاثية الأبعاد؛ روبوتات إعادة التدوير، مثل آلة ليمان لبثق الخيوط، يوفر الخيوط للمشروع
- LulzBot – طباعة ثلاثية الأبعاد صممت Aleph Objects؛ هي مؤسسة البرمجيات الحرة معتمدة من مؤسسة البرمجيات الحرة

### معدّات أخرى
- Lasersaur – القطع بالليزر
- Multimachine – مشروع آلة تشغيل
- مصادر مفتوحة للبيئة مصدر مفتوح للبيئة (GVCS) – يتطلب الأمر 50 آلة صناعية مختلفة لبناء حضارة صغيرة بوسائل راحة حديثة.
- OpenStructures

## علوم

### أجهزة طبية
- Open Prosthetics Project – تصميم جراحة ترقيعية

## معدّات علمية
- مختبر مفتوح المصدر (كتاب) – وثائق لعشرات الأدوات العلمية
- OpenBCI - مضخّم تخطيط أمواج الدماغ [1]

## التخزين
- Thingiverse – مجموعة من تصاميم أشياء مفتوحة المصدر قابلة لطباعتها بالطباعة ثلاثية الأبعاد
- Appropedia – مجموعة تقنية ملائمة، بما في ذلك مختبر مفتوح المصدر (كتاب)

## وصلات خارجية
- Open Source Hardware على مشروع الدليل المفتوح
- Open modular hardware